# Àcid heneicosanoic
L'àcid heneicosanoic (anomenat també, de forma no sistemàtica, àcid heneicosílic) és un àcid carboxílic de cadena lineal amb vint-i-un àtoms de carboni, la qual fórmula molecular és {\displaystyle {\ce {C21H42O2}}}. En bioquímica és considerat un àcid gras, i se simbolitza per C21:0.

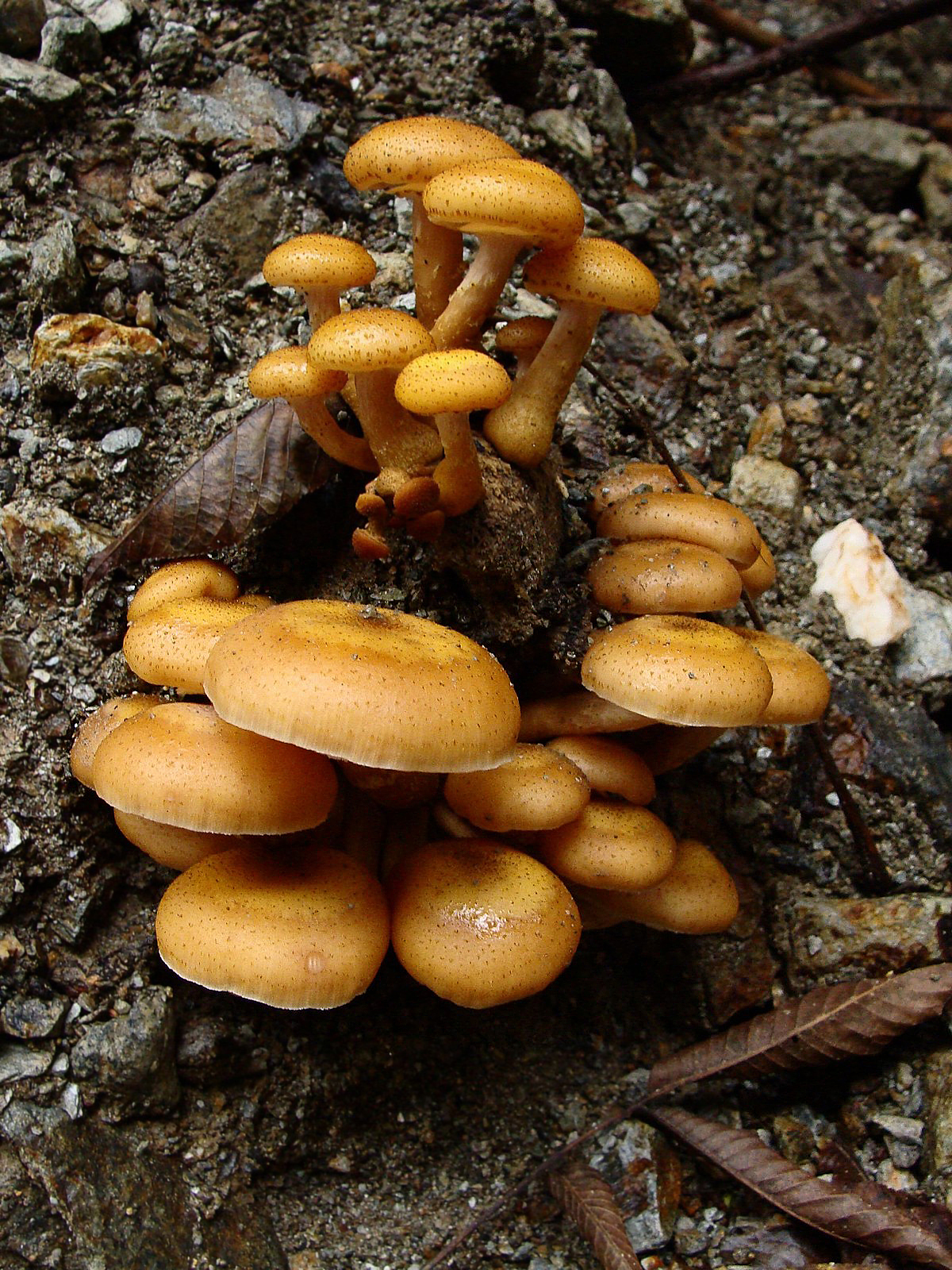
Cama-sec de soca

L'àcid heneicosanoic a temperatura ambient és un sòlid blanc que fon a 74,3 °C. És soluble en totes proporcions en cloroform i dietilèter i molt soluble en etanol. Es troba en el greix de la llet humana. Forma part dels fosfolípids que lubriquen la zona de contacte del cartílags amb les articulacions i és un component d'àcids grassos dels glòbuls vermells. És present en els bolets Armillaria tabescens, cama-sec de soca Armillaria mellea i Armillaria gallica.